# عمر الجابري
عمر الجابري(1321هـ 1904م) سياسي، ودبلوماسي، وقانوني، ومفكر، سوري من حلب.

## ولادته وتحصيله
وُلد عمر الجابري في مدينة حلب، سوريا، في عام 1904م (الموافق 1321هـ).  لم يكتفِ بالتعليم المحلي، بل اتجه إلى فرنسا، التي كانت في ذلك الوقت مركزًا علميًا وثقافيًا رائدًا.حصل على شهادة الدكتوراه في الحقوق.  إجازة في العلوم السياسية والإدارية من جامعة مونبلييه الفرنسية.

## عمله ووظائفه
تولى مناصب إدارية مهمة في الدولة السورية،عمل في المحاماة مستفيدًا من تخصصه الأكاديمي في الحقوق، .وعُين قائم مقام دوما وبعدها قائم مقام جرابلس. وعُين قنصلاً عاماً لسوريا في القدس. قائمًا بالأعمال في المفوضية السورية بمصر (القاهرة)حتى 1947م، ثم قائم باعمال المفوضية السورية في سويسرا.

## كتبه وآثاره
إلى جانب أدواره العملية، كان عمر الجابري مفكرًا ومؤلفًا، وقد ترك إرثًا فكريًا من خلال كتاباته التي وثقت جانبًا مهمًا من تاريخ سوريا أبرز مؤلفاته هو كتاب بعنوان: سوريا تحت نظام الانتداب الفرنسي.
يُعد هذا الكتاب مساهمة قيمة في توثيق وتحليل الفترة الحساسة من تاريخ سوريا تحت الانتداب.

## الوفاة
غير معروف